# Amadeo Giannini
Amadeo Pietro Giannini, conocido también como Amadeo Peter Giannini o A. P. Giannini (6 de mayo de 1870 - 3 de junio de 1949) fue un banquero estadounidense que fundó el Bank of Italy, que se convertiría posteriormente en el Bank of America. A Giannini se le acredita como el inventor de muchas prácticas bancarias modernas. En particular, Giannini fue uno de los primeros banqueros en ofrecer servicios bancarios a estadounidenses de clase media, en lugar de solo a la clase alta. También fue pionero en la estructura de la sociedad de cartera y estableció una de las primeras instituciones transnacionales modernas.

## Trasfondo
Amadeo Pietro Giannini nació en San José, California,de padres inmigrantes italianos. Fue el primer hijo de Luigi Giannini (1840–1877) y Virginia (de soltera Demartini) Giannini (1854–1920). Luigi Giannini emigró a los Estados Unidos desde Favale di Malvaro cerca de Génova, Liguria en el Reino de Cerdeña (más tarde parte de Italia) para prospectar en respuesta a la fiebre del oro de California de 1849. Luigi continuó dedicándose al oro durante la década de 1860 y regresó a Italia en 1869 para casarse con Virginia, traerla a los Estados Unidos y establecerse en San José. Luigi Giannini compró una granja de 40 acres en Alviso en 1872 y cultivó frutas y verduras para la venta. Cuatro años después, Luigi Giannini fue asesinado a tiros por un empleado por una disputa salarial. Su viuda Virginia, con dos hijos y embarazada de un tercero, se hizo cargo de la operación del negocio de frutas y verduras. En 1880, Virginia se casó con Lorenzo Scatena (1859–1930) quien fundó L. Scatena & Co. (De la cual A.P. Giannini finalmente se haría cargo). Giannini asistió a Heald College, pero se dio cuenta de que podía hacerlo mejor en los negocios que en la escuela. En 1885, se retiró y tomó un puesto de tiempo completo como corredor de productos agrícolas para L. Scatena & Co.
Giannini trabajó como corredor de productos agrícolas, comerciante a comisión y distribuidor de productos agrícolas para granjas en el Valle de Santa Clara. Tuvo éxito en ese negocio. Se casó con Clorinda Cuneo (1866–1949), hija de un magnate inmobiliario de North Beach, en 1892 y finalmente vendió su participación a sus empleados y se retiró a la edad de 31 años para administrar el patrimonio de su suegro. Más tarde se convirtió en director de Columbus Savings & Loan, en la que su suegro tenía una participación. Giannini observó una oportunidad para atender a la creciente población de inmigrantes que no tenían un banco. En desacuerdo con los otros directores que no compartían su sentimiento, renunció a la junta en frustración y abrió su propio banco.

## Bank of Italy
Giannini fundó el Bank of Italy en San Francisco el 17 de octubre de 1904. El banco estaba ubicado en un salón reformado como institución para el "pequeño socio". Era un nuevo banco para los inmigrantes trabajadores que otros bancos no atenderían. Los depósitos en ese primer día totalizaron $8780. Al cabo de un año, los depósitos superaron los $700 000 ($13,5 millones de dólares de 2002). En 1906 el terremoto de San Francisco y los incendios arrasaron gran parte de la ciudad. Ante la devastación generalizada, Giannini estableció un banco temporal, recibiendo depósitos, otorgando préstamos y proclamando que San Francisco resucitaría de las cenizas.
Inmediatamente después del terremoto, trasladó el dinero de la bóveda a su casa fuera de la zona en llamas en la entonces rural San Mateo, a 30 kilómetros de distancia. Se sirvió de un carro de basura para el transporte del dinero, escondido bajo la basura. Los incendios habían calentado las bóvedas de otros grandes bancos, por lo que el repentino cambio de temperatura al abrirlos hacía que se corriera el riesgo de destruir el contenido, y debido a ello muchas bóvedas se mantuvieron cerradas durante semanas. Durante este periodo, Giannini fue uno de los pocos banqueros que pudo satisfacer las solicitudes de retirada de efectivo y otorgar préstamos, operando desde una mesa sobre dos barriles en la calle. Giannini otorgaba préstamos con un apretón de manos a aquellos interesados en la reconstrucción. Años más tarde, relataría que todos los préstamos fueron reembolsados. Como recompensa al hijo del basurero en cuyo carro transportó las reservas del banco, Giannini le dio su primer trabajo cuando cumplió 14 años.
Giannini introdujo las sucursales bancarias poco después de la legislación de 1909 que permitía las sucursales bancarias en California. Su primera sucursal fuera de San Francisco se estableció en 1909 en San José. En 1916, Giannini se había expandido y había abierto varias otras sucursales. Giannini creía en las sucursales bancarias como una forma de estabilizar a los bancos durante tiempos difíciles, y de expandir la base de capital. Compró bancos en toda California y, finalmente, el Banco de Italia tuvo cientos de sucursales en todo el estado.

## Bank of America
Bank of America, Los Ángeles fue establecido en 1923 por Orra E. Monnette.  Giannini comenzó a invertir en el Bank of America, Los Ángeles, porque los líderes empresariales conservadores de Los Ángeles eran menos receptivos al Bank of Italy que los habitantes de San Francisco.  Bank of America, L.A. representó un camino de crecimiento para Giannini, y Monnette, director y presidente de la junta, se mostró receptivo a las inversiones de Giannini. A finalizar la fusión, Giannini y Monnette coincidieron en que el nombre de Bank of America idealizaba la misión más amplia del nuevo banco.  En 1929, el banco tenía más de 400 oficinas bancarias en California. La nueva institución continuó bajo la presidencia de Giannini hasta su jubilación en 1945; Monnette conservó su puesto en la Junta y el puesto de oficial. Además, como condición para la fusión, a Monnette se le pagó por entregarle a Giannini los derechos del "Foundation Story" del banco, lo cual fue una decisión de la que Monnette más tarde se arrepintió. Antes de la creación de Monnette de la red Bank of America Los Ángeles, la mayoría de los bancos estaban limitados a una sola ciudad o región. Monnette fue la primera en crear un sistema de procesamiento, contabilidad y entrega de efectivo centralizados. Al diversificar el alcance de la comunidad a la que sirvió el Bank of America después de su fusión, la institución estaba mejor preparada para hacer frente a problemas económicos locales menores.
Giannini ayudó a nutrir a las industrias cinematográficas y del vino en California. Le prestó a Walt Disney los fondos para producir Snow White and the Seven Dwarfs, el primer largometraje animado que se realizó en Estados Unidos. Durante la Gran Depresión, compró los bonos que financiaron la construcción del Puente Golden Gate. Durante la Segunda Guerra Mundial, financió al industrial Henry Káiser y sus empresas apoyando el esfuerzo bélico. Después de la guerra,  visitó Italia y solicitó préstamos para ayudar a reconstruir las fábricas de Fiat devastadas por la guerra.  Giannini también proporcionó capital a William Hewlett y David Packard para ayudar a formar Hewlett-Packard.
Giannini fundó otra compañía, Transamerica Corporation, como sociedad de cartera para sus diversos intereses, incluida la Occidental Life Insurance Company. En un momento dado, Transamerica fue el accionista mayoritario de Bank of America. Estas fueron separadas por la legislación promulgada por el Congreso de EE. UU. en 1956, cuando el Congreso aprobó la Ley de Sociedades Anónimas Bancarias, que prohibía la participación de las sociedades de cartera bancarias en actividades industriales.
Giannini había sido republicano durante mucho tiempo, pero con el colapso del Partido Republicano en la Gran Depresión, se preocupó por la política estatal demócrata. En las elecciones para gobernador de California de 1934, Giannini trabajó duro para impedir que el novelista de izquierdas Upton Sinclair, ganara las primarias para la nominación demócrata. Fracasó, y con el apoyo de la Casa Blanca respaldó y ayudó a financiar al candidato republicano, que derrotó a Sinclair.
Tras la muerte de Giannini en 1949, su hijo, Mario Giannini (1894–1952) asumió el liderazgo del banco. La hija de Giannini, Claire Giannini Hoffman (1905–1997), ocupó el puesto de su padre en la junta directiva del banco, donde permaneció hasta la década de 1980. Giannini está enterrado en el cementerio Holy Cross Cementery en Colma, California.

## Legado

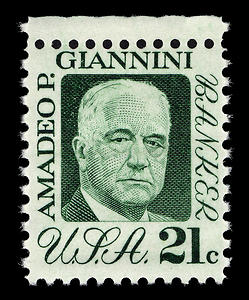
Sello postal estadounidense de 1973 con Giannini

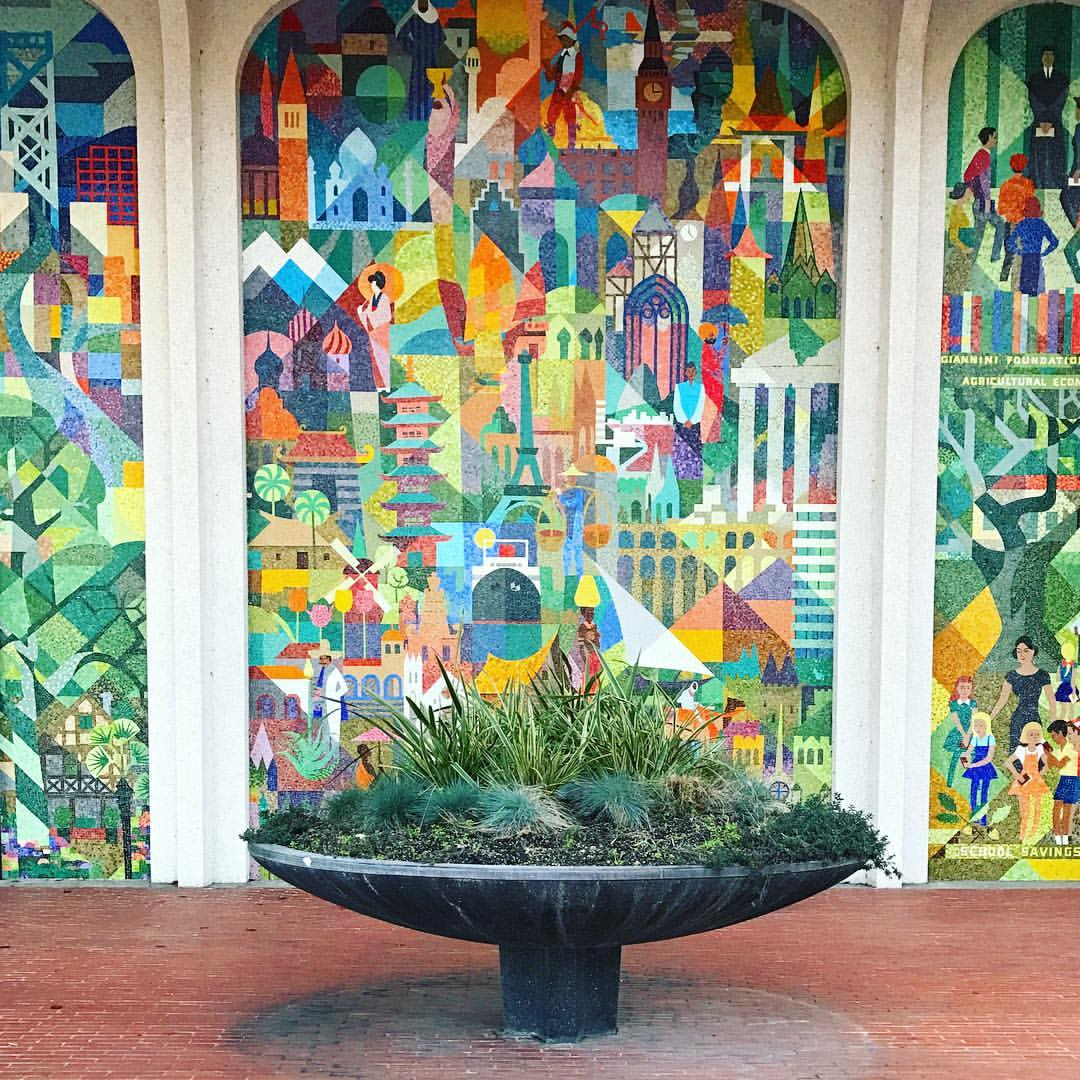
Mural mosaico (1963) contando la historia de la vida de A.P. Giannini. Diseñado por Louis Macouillard & construido por Alfonso Pardiñas, localizado en San Mateo, California.

- Su casa en San Mateo fue comprada a principios de 1900, la cual estaba ubicada en 20 El Cerrito Avenue, San Mateo; y ahora es parte del Registro Nacional de Lugares Históricos.[7]
- La gran plaza del Edificio de Bank of America, en California Street y Kearny, en el centro de San Francisco, lleva el nombre de y en honor a Giannini.
- La escuela secundaria A. P. Giannini, que abrió en el Sunset Distrit de San Francisco en 1954, la cual también lleva su nombre.[15] Otros lugares y grupos que llevan el nombre de Giannini incluyen la Fundación Giannini de Economía Agrícola y el edificio que alberga el Departamento de Economía Agrícola y de Recursos, en la Universidad de California, Berkeley.
- Tony Martin fue elegido como Giannini en el episodio de 1962, "The Unshakeable Man", en la serie de antología sindicada, Death Valley Days, presentada por Stanley Andrews. El episodio es una dramatización del establecimiento del Bank of America. La historia se centra en que Giannini salvó a su banco del impacto del terremoto de San Francisco de 1906 y lo convirtió en la institución financiera más grande del mundo. El episodio también fue protagonizado por Parley Baer como Crowder.[16]
- Hay un mural mosaico de 1963 diseñado por Louis Macouillard y construido por Alfonso Pardiñas, que ilustra la vida de A.P. Giannini. Ubicado frente a un banco moderno de mediados del siglo (anteriormente una ubicación del Banco de Italia) en 300 S. El Camino Real en San Mateo, California.[17][18]
- En 1963,  fue incluido en el Salón de los Grandes Occidentales del Museo Nacional del Vauqero y el Patrimonio Occidental.[19]
- El Servicio Postal de los Estados Unidos honró las contribuciones de Giannini a la banca estadounidense al emitir un sello postal de 21¢ con su retrato en 1973. Una ceremonia para conmemorar la ocasión se llevó a cabo cerca de su antigua casa, en San Mateo.
- La revista Time nombró a Giannini como uno de los "constructores y titanes" del siglo XX. Fue el único banquero incluido en el Time 100, una lista de las personas más importantes de ese siglo, tal como lo reunió la revista.
- El presidente del banco de Walter Huston,  en la película de 1932 de Frank Capra, American Madness, se basó principalmente en Giannini.[20]
- El banquero italoestadounidense interpretado por Edward G. Robinson en House of Strangers (1949), también se basó libremente en Giannini.[21]
- La revista American Banker lo reconoció como uno de los cinco banqueros más influyentes del siglo XX.
- En 2004, el gobierno italiano honró a Giannini con una exhibición y ceremonia en su Parlamento, para conmemorar el centenario de su fundación del Bank of Italy. La exposición fue el resultado de la colaboración del Ministerio de Finanzas, la Institución Smithsoniana, el profesor italiano Guido Crapanzano y Peter F. De Nicola, un coleccionista estadounidense de recuerdos de Giannini
- En 2010, Giannini fue incluido en el Salón de la Fama de California.[22]

## Otras lecturas
- Antognini, Richard. "The Role of A.P. Giannini in the 1934 California Gubernatorial Election" California del sur Trimestral 57.1 (1975): 53-86. On-line
- Bonadio, Felice Un. (1994) A.P. Giannini: Banker of America  (Berkeley: Universidad de Prensa de California)
- Dana, Julian  (1947) A.P. Giannini: A Giant in the West   (Prentice-Sala)
- James, Marqués (1954)  Biography of a Bank; the story of Bank of America N.T. & S.A  (Westport, Conn., Greenwood Prensa)
- Josephson, Matthew  (1972) The Money Lords; the great finance capitalists, 1925@–1950 (Nueva York, Weybright y Talley)
- Nash, Gerald D.  (1992) A.P. Giannini and the Bank of America (Norman, VALE: Universidad de Prensa de Oklahoma)